# Ґодзілла та Конґ: Нова імперія
«Ґодзілла та Конґ: Нова імперія» (англ. Godzilla x Kong: The New Empire) — художній фільм режисера Адама Вінгарда. Сиквел фільму «Ґодзілла проти Конга» 2021 року.
«Ґодзілла та Конґ: Нова імперія» став п'ятим фільмом медіафраншизи MonsterVerse від кінокомпанії Legendary Pictures. Завдяки касовому успіху фільму «Ґодзілла проти Конга» під час пандемії COVID-19 кінокомпанія Legendary оголосила про створення сиквела в березні 2022 року і про те, що зйомки розпочнуться наприкінці року. У травні 2022 року стало відомо, що Вінгард повернеться як режисер, а Ден Стівенс виконає головну роль. Зйомки почалися в липні 2022 року в Голд-Кості.
Прем'єра фільму в Україні — 28 березня 2024 року.

## Сюжет
Через три роки після перемоги над Мехаґодзіллою Конґ живе в Порожнистій Землі та безуспішно шукає інших представників свого виду. На поверхні Ґодзілла продовжує захищати людей від інших Титанів. Він убиває Скіллу в Римі, після чого засинає в Колізеї.
На спостережному посту «Монарха» в Порожнистій Землі фіксують невідомий сигнал, який надійшов із місця, де нещодавно був Конґ. Цей сигнал спричиняє несправності в роботі електроніки на поверхні. Його також відчуває Джія, остання відома представниця племені іві з Острова Черепа. Це зауважує її названа мати, доктор Ілен Ендрюс. Ґодзілла після сигналу прокидається та руйнує атомну станцію у Франції, щоб поглинути радіацію для свого атомного подиху. Потім він прямує до лігва титана Тіамат в Арктиці, щоб поглинути її енергію, яка надає Ґодзіллі фіолетового забарвлення. В Конґа в той час тріснуло ікло, тому він повертається на поверхню, де ветеринар Треппер замінює його зуб.
Ендрюс і Джія разом із Трепером і подкастером Берні Гейзом вирушають услід за Конґом на Порожнисту Землю, щоб знайти джерело сигналу. Вони знаходять пост «Монарха» зруйнованим невідомими велетенськими мавпами. Коли група слідує за сигналом, вони виявляють храм, де міститься прихований органічним коконом вхід до печери, населеної племенем телепатів іві.
Конґ знаходить місце, де жило плем'я його виду, і зустрічає там мавпеня Суко. Спершу Суко вороже налаштований, але Конґ переконує провести його до лігва племені, розташованого в вулканічній печері. Жорстокий вождь Шрам викликає Конґа на бій, а коли починає програвати, випускає Титана Шімо, яку контролює за допомогою кристала. Крижане дихання Шімо обморожує праву руку Конґа, та Суко допомагає Конґу втекти з печери.
Спостерігаючи за спілкуванням Джії з племенем іві, Ендрюс висловлює свої побоювання Треперу, що Джія може вирішити залишитися зі своїм народом. Оглядаючи зображення, вирізьблені на каменях у храмі, Ендрюс дізнається, що велетенські мавпи в давнину захищали людей. Але їхній вождь Шрам бажав завоювати поверхню за допомогою титана Шімо. Ґодзілла тоді переміг мавп і ув'язнив їх під землею. Також там зображено велетенського метелика Мотру, яку може пробудити тільки дівчинка з племені іві.
Відчувши Джію, Конґ знаходить храм, але решта мавп переслідують його. Треппер згадує про проєкт посилення Конґа екзоскелетом, який зберігався на зруйнованому посту. Він використовує рукавицю для лікування та посилення обмороженої руки Конґа. Джіа входить до храму з двома кристалічними пірамідами, де пробуджує Мотру.
Сподіваючись заманити Ґодзіллу в Порожнисту Землю, Конґ вибирається на поверхню в Каїрі. Ґодзілла не розуміє намірів Конґа і нападає на нього. В бій втручається Мотра. Ґодзілла, Конґ і Мотра повертаються на Порожнисту Землю і вступають у бій зі Шрамом разом із його армією та Шімо. Боротьба тягне Ґодзіллу, Конга, Скара Кінга та Шімо до Ріо-де-Жанейро, де Шімо за наказом Шрама заморожує все навколо. Суко теж вибирається на поверхню і розбиває кристал, який контролював Шімо. Потім Шімо та Конґ заморожують і розбивають Шрама.
Ґодзілла повертається спати в Колізей. Джія возз'єднується з Ендрюс і вирішує залишитися зі своєю названою матір'ю. Мотра відновлює маскування навколо печери іві. Конґ повертається разом із Шімо та Суко в Порожнисту Землю, де стає новим вождем племені мавп.

## У ролях
- Ден Стівенс — Треппер
- Ребекка Голл — Ілен Ендрюс
- Браян Тайрі Генрі — Берні Гейс
- Кейлі Хаттл — Джія
- Алекс Фернс — Мікаель
- Фала Чень — Іві Квін

## Виробництво та прем'єра
Про початок роботи над проєктом стало відомо в березні 2019 року, коли продюсер Алекс Гарсія заявив, що Legendary сподівається випустити більше фільмів у рамках медіафраншизи MonsterVerse, якщо вони стануть успішними, розповівши: «Це одна цеглинка за раз, кожен шматочок повинен бути настільки гарний, наскільки це можливо, тому зараз уся увага зосереджена на цих фільмах (Ґодзілла ІІ: Король монстрів і Ґодзілла проти Конга). Але чи може бути таке? Так, ми на це сподіваємося, якщо фільми вийдуть справді добрими». У лютому 2021 року Вінгард прокоментував майбутнє MonsterVerse: «Я знаю, куди ми потенційно можемо рухатися з майбутніми фільмами». Однак він зазначив, що «Світ монстрів» був створений «певною мірою» для того, щоб привести до «Ґодзілли проти Конга». Він додав, що «Світ монстрів» перебуває на «роздоріжжі», заявивши: «Це справді той момент, коли глядачі мають зробити крок уперед і проголосувати за більшу кількість подібних речей. Якщо цей фільм матиме успіх, очевидно, вони продовжуватимуться».
Фільм «Ґодзілла проти Конга» вийшов на екрани 24 березня 2021 року і став касовим та стрімінговим хітом під час пандемії COVID-19. Касові збори склали 470 мільйонів доларів по всьому світу при точці беззбитковості в 330 мільйонів доларів і став одним з найскачуваніших піратських фільмів 2021 року. 4 квітня 2021 року генеральний директор кінокомпанії Legendary Pictures Джош Грод прокоментував можливі продовження: «Ми маємо кілька ідей для нових фільмів». У той же день у Твіттері з'явився хештег #ContinueTheMonster Verse, який підтримав Джордан Фогт-Робертс (режисер фільму «Конг: Острів черепа») і був визнаний кінокомпанією Legendary. 27 квітня 2021 року видання The Hollywood Reporter повідомило, що кінокомпанія Legendary «спокійно робить кроки, щоб продовжити серію ще на одну або кілька частин», водночас ведучи переговори з Вінгардом про можливе повернення як режисера. Розглядалися різні ідеї, однією з можливих назв було «Син Конга».
У серпні 2021 року сценарист Макс Боренштейн заявив, що завдяки успіху «Ґодзілли проти Конга» «з'являться нові, цікаві частини». У березні 2022 року було оголошено, що зйомки продовження «Ґодзілли проти Конга» повинні розпочатися наприкінці року в австралійському Голд-Кості, та інших місцях Південно-Східного Квінсленду. У травні 2022 року стало відомо, що Вінгард повернеться до режисури, а на головну роль був обраний Ден Стівенс. Раніше Вінгард і Стівенс вже працювали разом над фільмом «Гість». 19 травня 2022 року видання Production Weekly повідомило, що робоча назва майбутнього сіквела — «Витоки». У червні 2022 року стало відомо, що Мері Парент, Алекс Гарсія, Ерік Маклеод, Томас Тулл і Джон Джашні повернуться як продюсери.
Зйомки почалися в Голд-Кості 29 липня 2022. Робоча назва була «Витоки».
Прем'єра фільму відбулася 25 березня 2024 року у форматі IMAX.

## Касові збори
Збори фільму в світі перевищили $500 млн, що зробило його найкасовішим фільмом про Ґодзіллу в історії.

## Сприйняття
«Ґодзілла та Конґ: Нова імперія» отримав неоднозначні відгуки критиків. На агрегаторі рецензій Rotten Tomatoes фільм зібрав 54 % схвальних рецензій із середньою оцінкою 5,6/10. Консенсус вебсайту стверджує: «Приходьте на „Ґодзілла та Конг: Нова імперія“, щоб побачити справжнє місиво з монстрами — і залишайтеся також, тому що фільм нічого іншого не може запропонувати». Середня оцінка на Metacritic склала 47 зі 100, вказуючи на «змішані або посередні» відгуки. Глядачі, опитані CinemaScore, поставили фільму середню оцінку «A–» за шкалою від A+ до F, тоді як PostTrak повідомляє, що 96 % глядачів сказали, що фільм «виправдав або перевершив їхні очікування».
Венді Іде в The Guardian написала: «Заглушена та позбавлена символічного підтексту попередніх фільмів, картина не позбавлена гострих відчуттів, що викликають тремтіння, але вона схожа на командний реслінг монстрів, а не картину з сенсом і хоч якоюсь ідеєю».
Ділан Рот у Observer зробив висновок, що фільму бракує відчуття масштабів. Більшість подій відбувається в підземному світі, де поряд з велетенськими чудовиськами немає людей. Тому розмір істот насправді не має значення. Конґ рухає сюжет і емоції, він також викликає більшість сміху у фільмі. Люди в «Ґодзілла та Конґ: Нова імперія» мають менш важливі ролі.
На думку Микити Казимирова з ITC.ua, з технічного погляду кіно має чудовий вигляд, але сцени з людьми помітно програють сценам з чудовиськами. Проте як фільм про битви чудовиськ він майже ідеальне видовище.